# 普倫蓋
普倫蓋是立陶宛的城市，位於該國西北部巴布倫加斯河畔，由特爾希艾縣負責管轄，海拔高度119米，面積30平方公里，每年平均降雨量少於800毫米，2010年人口23,055。